# Eric Gerell
Eric Gustaf Herman Gerell, född 26 december 1891 i Enköping, död 24 juni 1978, var en svensk målare.
Gerell studerade för Carl Wilhelmson 1921–1923 och för Otte Sköld, Henrik Blomberg och Isaac Grünewald 1931–1933 samt vid Maison Watteau i Paris 1927 och vid British Academy of Arts och Associazione Artistica i Rom 1929–1931. Separat ställde han ut i Örebro, Norrköping och Eskilstuna samt medverkade i ett stort antal samlingsutställningar i Stockholm och flera landsortsstäder. Hans konst består av porträtt, mariner och landskapsmotiv ofta från den svenska västkusten utförda i olja eller akvarell. Gerell är representerad vid Norrköpings konstmuseum, Eskilstuna konstmuseum, Militärsällskapet i Stockholm och vid den Finska legationen i Stockholm.
Han var son till förste provinsialläkaren medicine doktor Carl Herman Gerell och Fanny Lindhé samt från 1951 gift med Carola (Lola) Lundström (1893–1978), som var dotter till Nils Emil Lundström. Makarna Gerell är begravda på Solna kyrkogård.